# Aš město
Aš město je dopravna D3 (někdejší železniční stanice), která se nachází ve městě Aš v okrese Cheb na železniční trati Cheb – Hranice v Čechách v km 2,02, v nadmořské výšce 670 m.

## Historie
Železniční stanice byla vystavěna na dráze z Aše do stanice Hranice v Čechách v letech 1884–1885 společností Rakouské místní dráhy. Úsek trati měl charakter místní přepravy do doby, než se v Hranicích rozšířila textilní výroba, jejíž výrobky poté byly exportovány do světa po železnici.

## Popis
Dopravna se nachází blíže středu města Aš. Výpravní budova je patrová, zastřešená sedlovou střechou. V blízkosti výpravny je budova skladiště s rampou.
V roce 2002 byla výpravní budova rekonstruována.[zdroj?]
Stanice je v integrovaném dopravním systému Karlovarského kraje. Ve stanici je bezbariérové WC.